# Johannes von dem Berge
Johannes von dem Berge, auch Johannes vom Berge, Johannes de Berge, Johannes de Bergen, Johannes de Monte (geboren vor 1251; gestorben nach 1288, an einem 25. Juli) war ein deutscher Ratsherr und Lehnsmann in Hamburg.

## Leben und Wirken
Johannes von dem Berge war ein Sohn von Ecberts von dem Berge. Er ist als erstes Mitglied einer reichen Patrizierfamilie ausreichend umfangreich urkundlich bezeugt. Die Familie besaß weitreichende Ländereien, die sich von Langenhorn über Altrahlstedt bis Wandsbek erstreckten. Während des 13. bis 15. Jahrhunderts gehörten hierzu zeitweise auch die Dörfer Fuhlsbüttel, Ohlsdorf, Winterhude, Langenhorn, Bramfeld und Alsterdorf. Bereits das erste Hamburger Stadtrecht verbot Rittern einen Wohnsitz im Stadtgebiet oder deren Weichbild. Mitglieder der Familie von dem Berge stellten als Hamburger Bürger, die zugleich Lehnen eines angrenzenden Lehnsherren hielten, eine Ausnahme hiervon dar. Vorhandene Urkunden zu Johannes von dem Berge lassen vermuten, dass es sich bei den Beschriebenen um zwei Personen desselben Namens aus aufeinanderfolgenden Generationen handeln könnte. Ein „Sohn Ecberts“ wird letztmals 1256 genannt, ab 1266 ist der Zusatz nicht mehr zu finden.
Johannes von dem Berge ist als Ratsherr und Zeuge von Verhandlungen über Ausgestaltungen des Hamburger Zollwesens mit den Grafen von Schauenburg und Holstein verzeichnet, die 1254 stattfanden. 1256 kaufte er von diesen Grafen eine Mühle in Schiffbek. Als der Hamburger Bürger Henye Rese 1266 von Graf Gerhard von Holstein die neue Mühle zu Hamburg erwarb, fungierte von dem Berge erneut als Zeuge. 1281 sagten Graf Gerhard von Holstein und dessen gleichnamiger Sohn der Stadt Hamburg Schutz in auswärtigen Auseinandersetzungen zu und bestätigten alle bestehenden Privilegien. Auch hier trat von dem Berge als Zeuge auf, wenngleich für beide Parteien. 1283 erwarb das Kloster Reinfeld von von dem Berge Ländereien in Fuhlsbüttel, was von Graf Gerhard von Holstein als Lehnsherr bestätigt wurde. Gegebenenfalls handelte es sich dabei um ein Zugeständnis an das Hamburger Stadtrecht. 1284 erhielten von dem Berge, dessen Ehefrau und deren Söhne Johannes und Heinrich von Herzog Albrecht von Sachsen-Lauenburg Grundbesitz in Neuengamme. Mit diesem Lehen verbunden war die Zahlung des Zehnten.
1251 erweiterte von dem Berge als Hamburger Bürger eine Stiftung seines Vaters um eine Vikarie im Hamburger Dom. 1255 verbündeten sich die Hansestädte Hamburg und Lübeck für drei Jahre. Von dem Berge trat hier als Hamburger Bürger auf, der ein förmliches Gelöbte gegenüber Lübecker Repräsentanten ablegte. 1274 bezeugte er als einer von zwei Hamburger Ratsherren die Zusage des Herzogs Johann von Sachsen, kein Ungeld zahlen zu müssen. Als Hamburger Ratsherr ist von dem Berge noch 1286 und 1288 dokumentiert. Um diese Zeit ist „Johannes de Monte senior“ als Hamburger Bürgermeister verzeichnet, wofür es jedoch nur später datierte Quellen gibt. Bei einem 1294 genannten Knappen (famulus) namens „Johannes“ handelte es sich vermutlich nicht um Johannes von dem Berge.
Johannes von dem Berge hinterließ einen Sohn namens Bruno, der als Domkantor am Hamburger Dom tätig wurde. 1325 legte er in seinem Testament ein Seelgerät für den verstorbenen Vater an.